# Francisco López Contardo

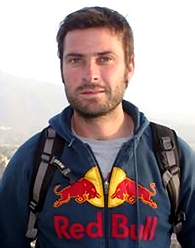
Francisco López Contardo

Francisco "Chaleco" López Contardo (Curicó, 15 september 1975) is een Chileens motorcrosser.
In 2009 won hij een etappe in de Dakar-rally. In de editie van 2010 behaalde hij de derde plaats achter Cyril Despres en Pal-Anders Ullevalseter nadat hij drie etappes had gewonnen. In datzelfde jaar won hij de Rally van Tunesië. In 2011 won López de achtste etappe van Arica naar Antofagasta en eindigde hij als vierde.

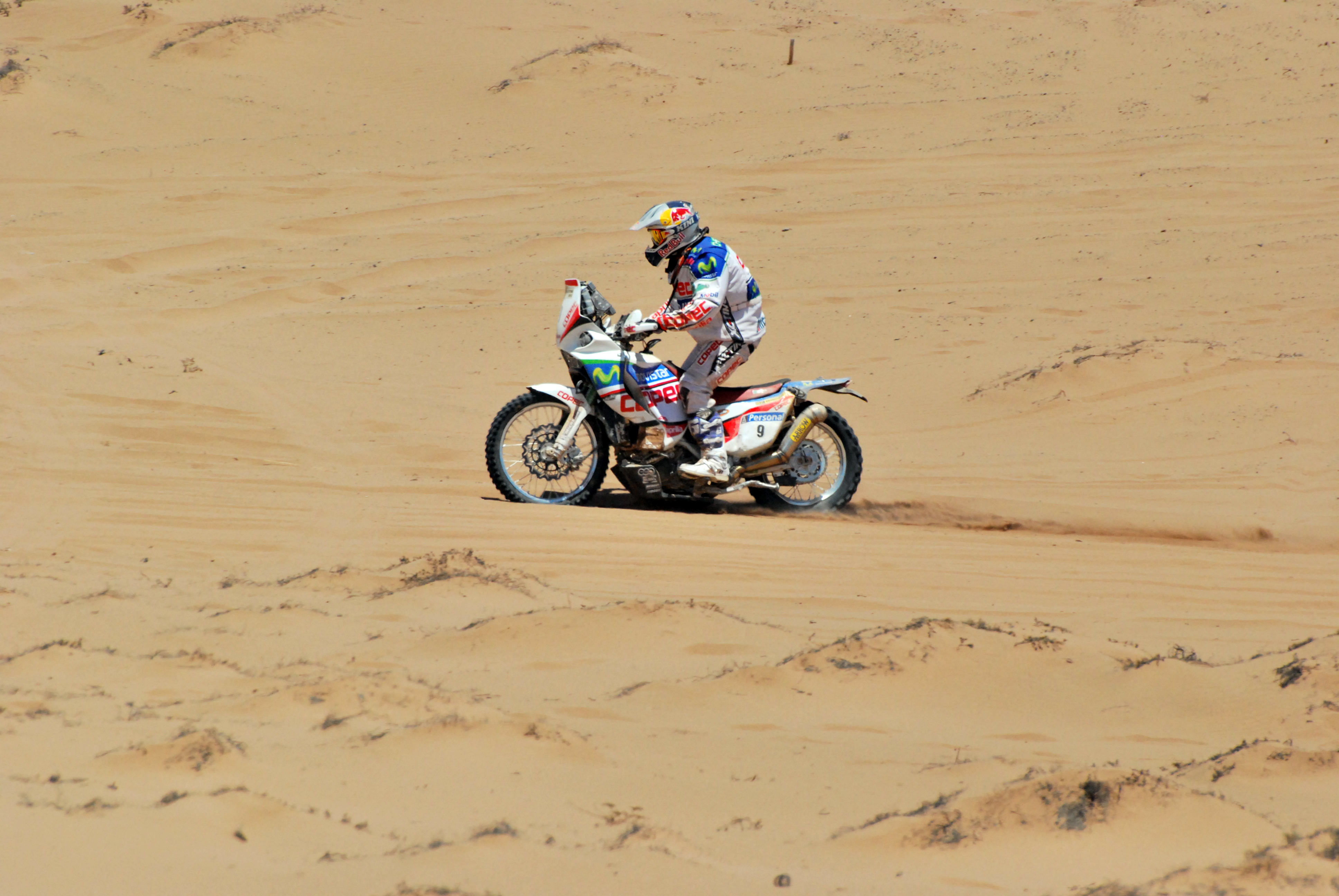
López Contardo vlak bij Copiapó tijdens de Dakar-raly 2010.